# Maria Lucia Rosenberg
Maria Lucia Heiberg Rosenberg (Århus, 9 febbraio 1984) è una cantante danese.

## Biografia
Maria Lucia è divenuta famosa nel 2003 con la sua vittoria alla quarta stagione del talent show danese Popstars, che le ha garantito un contratto musicale con la EMI. Il suo singolo di debutto Taking Back My Heart è entrato direttamente al 1º posto della classifica danese Track Top-40, rimanendo in vetta per otto settimane consecutive, e ha anticipato l'album That's Just Me, che ha debuttato al 2º posto in classifica e ha venduto ad oggi 22 000 copie.
Nel 2005 ha fatto il suo debutto in teatro recitando come protagonista in La bella e la bestia al Det Ny Teater di Copenaghen; sempre qui nel 2011 ha interpretato Éponine in Les Misérables ed Elphaba in Wicked. Per quest'ultimo ruolo ha vinto un premio Reumert come Cantante dell'anno.
Nel 2013 ha doppiato il personaggio di Elsa nella versione danese del film d'animazione Disney Frozen - Il regno di ghiaccio, cantando le canzoni della colonna sonora, fra cui Lad det ske (Let It Go), che ha raggiunto il 40º posto in classifica in Danimarca.
Il 9 febbraio 2020, il giorno del suo compleanno, la cantante ha partecipato alla 92ª edizione dei premi Oscar e ha cantato un verso della canzone Into the Unknown insieme a Idina Menzel, Aurora e altre otto fra le doppiatrici internazionali di Elsa. Ognuna di esse ha cantato un verso nella propria lingua. In quel periodo Maria Lucia era incinta del figlio Per Albin Fredy, nato il 27 giugno 2020 dalla relazione con il cantautore e produttore svedese Albin Fredy Ljungqvist.

## Discografia

### Album in studio
- 2004 – That's Just Me

### Singoli
- 2003 – Taking Back My Heart
- 2003 – Something Worth Leaving Behind
- 2004 – Everybody's Got a Story

## Filmografia

### Doppiaggio
- Elsa in Frozen - Il regno di ghiaccio, Frozen Fever, Frozen - Le avventure di Olaf, Ralph spacca Internet e Frozen 2 - Il segreto di Arendelle (versione danese)
- Chang'e in Over the Moon - Il fantastico mondo di Lunaria (versione danese)